# Aktiniová rozpadová řada

Aktiniová rozpadová řada

Aktiniová rozpadová řada je jedna ze čtyř základních rozpadových řad, které popisují průběh jaderných přeměn radioaktivních prvků.
| Izotop | Poločas přeměny | Přeměna  | Přeměna     |
| ------ | --------------- | -------- | ----------- |
| 235U   | 7,04×108 r      | α        | α           |
| 231Th  | 25,52 h         | β−       | β−          |
| 231Pa  | 3,276×104 r     | α        | α           |
| 227Ac  | 21,772 r        | β−       | α (1,38 %)  |
| 227Th  | 18,68 d         | α        | α (1,38 %)  |
| 223Fr  | 22,00 min       | α        | β−          |
| 223Ra  | 11,43 d         | α        | α           |
| 219Rn  | 3,96 s          | α        | α           |
| 215Po  | 1,781×10−3 s    | α        | α           |
| 211Pb  | 36,1 min        | β−       | β−          |
| 211Bi  | 2,14 min        | β−       | α (99,72 %) |
| 211Po  | 0,516 s         | α        | α (99,72 %) |
| 207Tl  | 4,77 min        | α        | β−          |
| 207Pb  | stabilní        | stabilní | stabilní    |